# Блу-Рівер (Колорадо)
Блу-Рівер (англ. Blue River) — місто (англ. town) в США, в окрузі Самміт штату Колорадо. Населення — 877 осіб (2020).

## Географія
Блу-Рівер розташований за координатами 39°26′48″ пн. ш. 106°2′15″ зх. д. / 39.44667° пн. ш. 106.03750° зх. д. (39.446649, -106.037570).  За даними Бюро перепису населення США в 2010 році місто мало площу 6,77 км², з яких 6,51 км² — суходіл та 0,26 км² — водойми.

## Демографія
Згідно з переписом 2010 року, у місті мешкало 849 осіб у 336 домогосподарствах у складі 203 родин. Густота населення становила 125 осіб/км².  Було 726 помешкань (107/км²).
Расовий склад населення:
| - 98,6 % — білих - 0,5 % — чорних або афроамериканців - 0,5 % — азіатів - 0,2 % — корінних американців - 0,1 % — вихідців з тихоокеанських островів |

До двох чи більше рас належало 0,0 %. Частка іспаномовних становила 2,8 % від усіх жителів.
За віковим діапазоном населення розподілялося таким чином: 18,1 % — особи молодші 18 років, 76,5 % — особи у віці 18—64 років, 5,4 % — особи у віці 65 років та старші. Медіана віку мешканця становила 35,3 року. На 100 осіб жіночої статі у місті припадало 134,5 чоловіків;  на 100 жінок у віці від 18 років та старших — 141,3 чоловіків також старших 18 років.
Середній дохід на одне домашнє господарство  становив 108 163 долари США (медіана — 79 773), а середній дохід на одну сім'ю — 123 142 долари (медіана — 100 625). Медіана доходів становила 60 000 доларів для чоловіків та 42 024 долари для жінок. За межею бідності перебувало 8,9 % осіб, у тому числі 3,9 % дітей у віці до 18 років та 0,0 % осіб у віці 65 років та старших.
Цивільне працевлаштоване населення становило 442 особи. Основні галузі зайнятості: освіта, охорона здоров'я та соціальна допомога — 21,9 %, науковці, спеціалісти, менеджери — 19,9 %, мистецтво, розваги та відпочинок — 16,1 %.